# Royal Boch - Keramis

Logo Keramis sur de la vaisselle ordinaire entre 1940 et 1945.

Royal Boch est une faïencerie située à La Louvière en Belgique. Fondée en 1841, elle commercialise sa production sous l'appellation Keramis jusqu'en 2011.

## Historique
La manufacture fut fondée en 1841 par Eugène (de) et Victor Boch, descendants d'une famille de faïenciers depuis le XVIIIe siècle à Audun-le-Tiche (et plus tard à Septfontaines et Mettlach). 

Sur les conseils de Jean-Baptiste Nothomb, homme politique belge et gendre de Jean-François Boch, ils installent la première manufacture de faïence fine feldspathique (dite terre anglaise) en Belgique : la société Kéramis. Ils le font pour échapper aux droits de douane du zollverein. Leur choix se porte sur un hameau de Saint-Vaast, La Louvière à proximité des charbonnages du centre et le long du canal de Charleroi sur le site d'une ancienne poterie. Ils construisent la manufacture, mais aussi des habitations pour héberger du personnel venu du Luxembourg, de France et plus tard de Hollande. Ils obtiennent de pouvoir fabriquer de la faïence le 26 avril 1844. La société Boch Frères S.N.C. est créée le 30 septembre 1844.
La production, qui a démarré le 1er août 1844 connaît une croissance rapide. Kéramis remportera même une médaille d'or à l' Exposition des produits de l'industrie belge de 1847 .
En 1855, ils participent à l'Exposition universelle de Paris aux côtés des autres usines du groupe ; à l'époque, Kéramis emploie déjà 300 ouvriers à La Louvière et 100 dans une fabrique à Tournai qu'ils ont achetée à Henri de Bettignies en 1851. On trouve également trois machines à vapeur totalisant 70 chevaux à Kéramis et une de 25 chevaux chez Boch Frères à Tournai. Ils mettent également sur pied des œuvres patronales, une caisse de secours, une école, etc. L'entreprise connaissant un grand succès, Victor Boch se fait construire un château. Il en confie la réalisation à Joseph Poelaert. Construite dans un parc, La Closière, sera achevée en 1862.

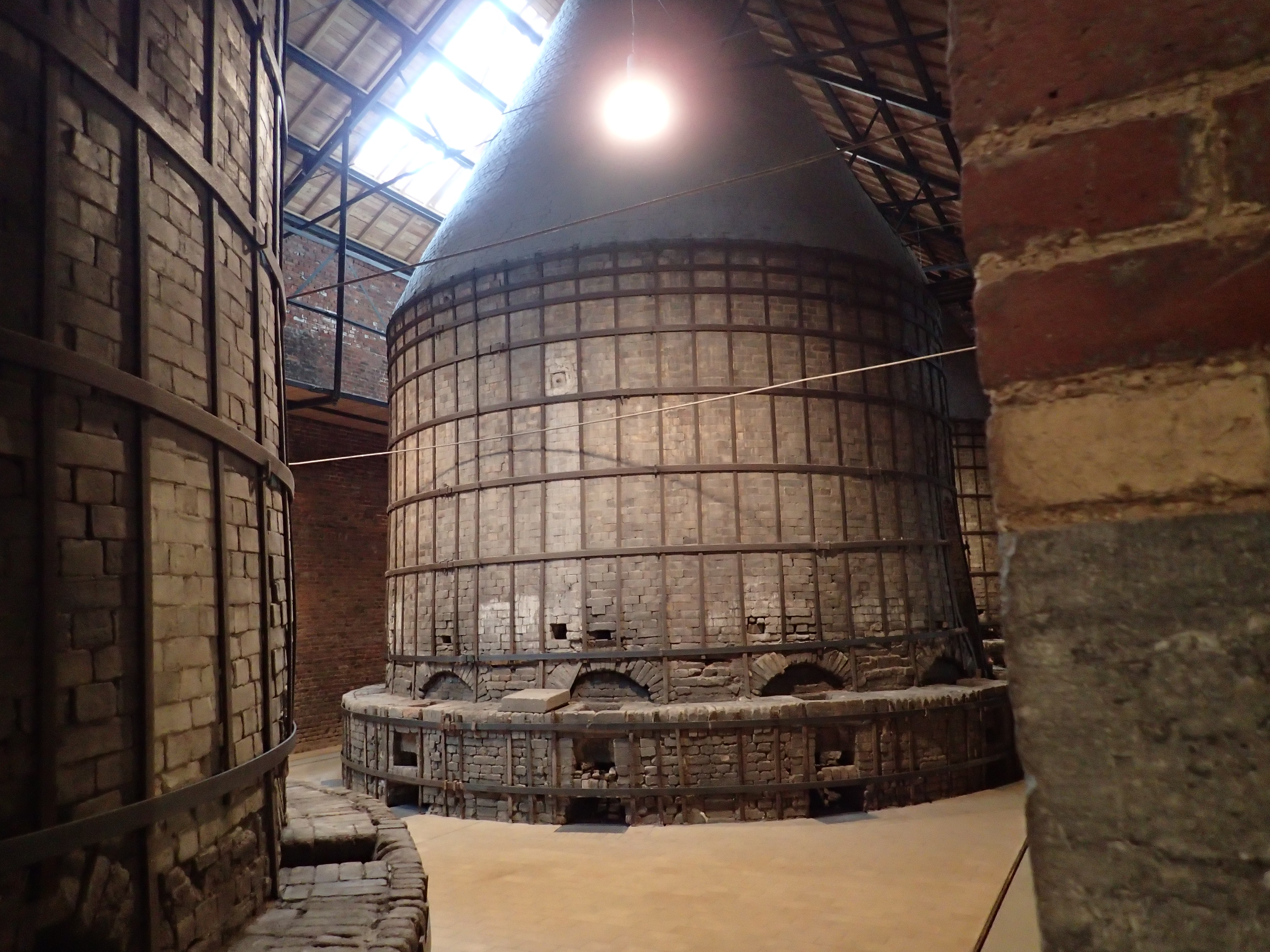
Four-bouteille à La Louvière.

Après avoir connu des années fastes après la Seconde Guerre mondiale, les ennuis commencent dans les années 1970. L'activité se concentre sur la production de sanitaires. Après un dépôt de bilan en 1985, la société renaît sous le nom Novoboch (associé à Sphinx Sanitair) pour la partie sanitaire et MRL Boch pour la vaisselle avec le concours financier de la Région wallonne. Depuis 1993, une activité touristique tournant autour de la faïence s'est également développée sur le site.

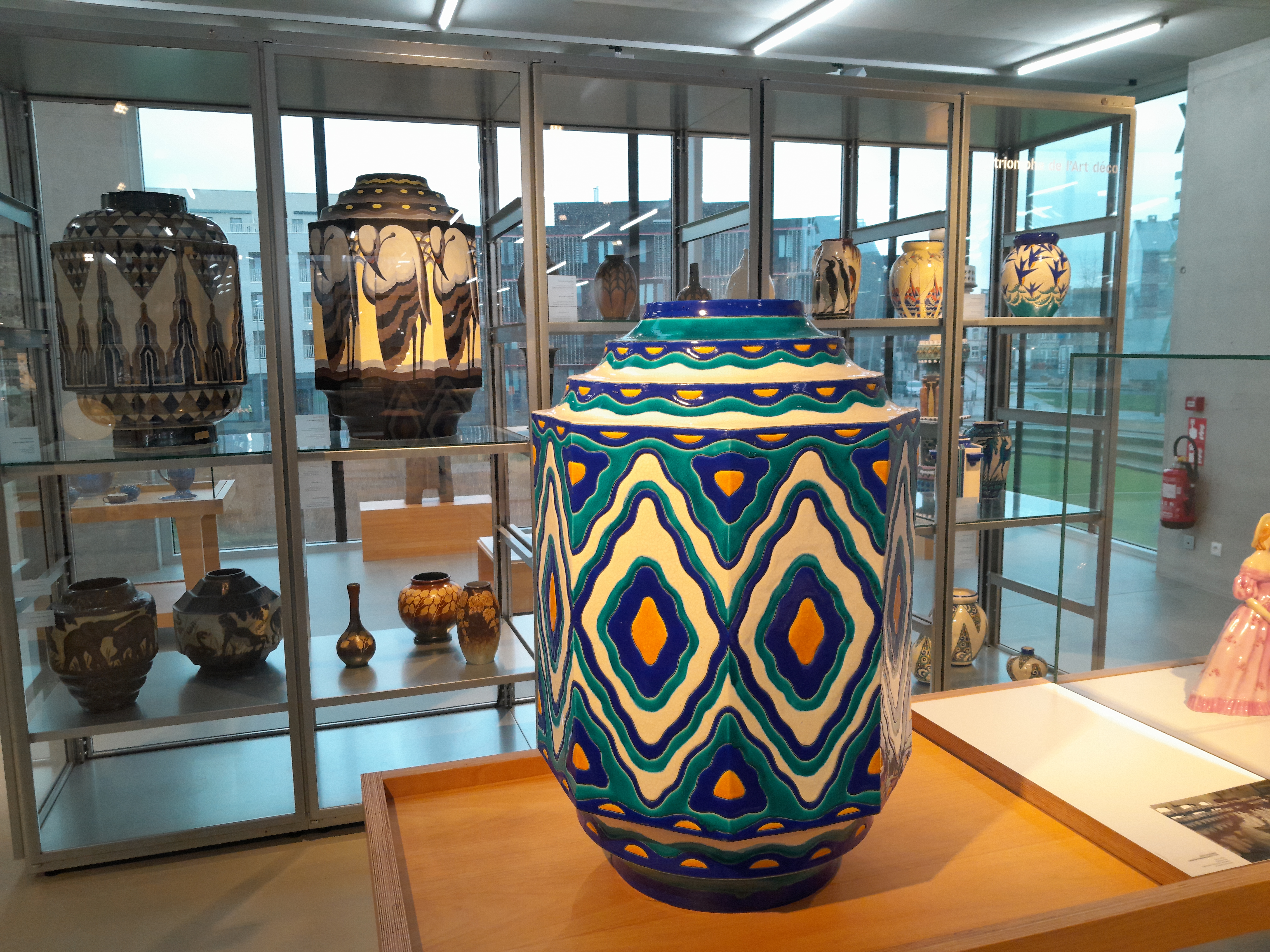
Œuvres Art Déco du musée Keramis à La Louvière.

En 2009, le ciel s'assombrit à nouveau sur l'entreprise ; en février 2011, les derniers bâtiments de la faïencerie sont démolis, à l'exception de celui qui abrite les fours-bouteilles, qui devient le cœur d'un musée, le Centre Keramis, inauguré en 2015. Deux salles y sont consacrées aux productions de Royal Boch et aux artistes qui ont œuvré pour la manufacture.

## Les fours
La manufacture emploie des fours ronds où la production est discontinue. Ils utiliseront une technique à flamme inversée importée d'Angleterre après 1870. On comptera jusqu'à 26 fours à la veille de la Première Guerre mondiale. Ils font 6 mètres de diamètre, 12 foyers (alandiers) et peuvent contenir jusqu'à 20 tonnes de biscuit. Les pièces à cuire sont rangées dans des boîtes en pierre réfractaires qui sont ensuite empilée sur 4 à 5 mètres. Le four est ensuite muré. Il faut 48 heures pour atteindre la température de cuisson du biscuit (1 250 °C), attendre quelques jours que l'ensemble se refroidisse, extraire la production, la peindre et recuire la peinture et le vernis (16 à 18 heures à 1 150 °C).
En 1904 fut mis en activité un des premiers fours tunnels à gaz. La production y est continue. Il fut suivi de la construction d'un second (1908) et d'un troisième (1933). En 1949, un four tunnel au mazout pour la production de faïence sanitaire (sous la marque Vitribo) est mis en service. Il y en aura plusieurs autres. En 1952, un four électrique sera utilisé pour la cuisson de l'émail.
Trois « fours bouteilles » ronds ont été préservés de la destruction et sont désormais intégrés à l'architecture du Centre Keramis.

## Les artistes
Au cours du XIXe siècle, des artisans luxembourgeois puis hollandais sont engagés pour imiter la production de Delft. Dans les enfants de Victor Boch, on trouve deux artistes, Anna Boch et son jeune frère Eugène Boch. Les deux sont des peintres impressionnistes, Anna peint également sur des céramiques de la manufacture et Eugène dessine des logos. Les deux ont également été d'importants collectionneurs.  Anna Boch, bien introduite dans les milieux artistiques, attire à la faïencerie des artistes tels qu'Alexandre Charpentier, Willy Finch, Charles Van der Stappen et Théo Van Rysselberghe. Vers 1890, le peintre Georges De Geetere collabore, avec la manufacture, où il est engagé probablement en 1894. Grâce à son travail dans le cadre la Maison Boch, il obtient une médaille d'or à l'Exposition internationale de Bruxelles de 1897. Il fait ensuite partie, vers 1900, des cadres de la faïencerie louviéroise où, jusque vers la fin des années 1920, il applique son style sensuel et Art nouveau dans la réalisation de céramiques,. À ses côtés, travaillent également Émile Diffloh et Isidore De Ridder. Dès 1903, les premiers produits Art nouveau de la faïencerie Boch apparaissent ainsi dans les catalogues de vente. 

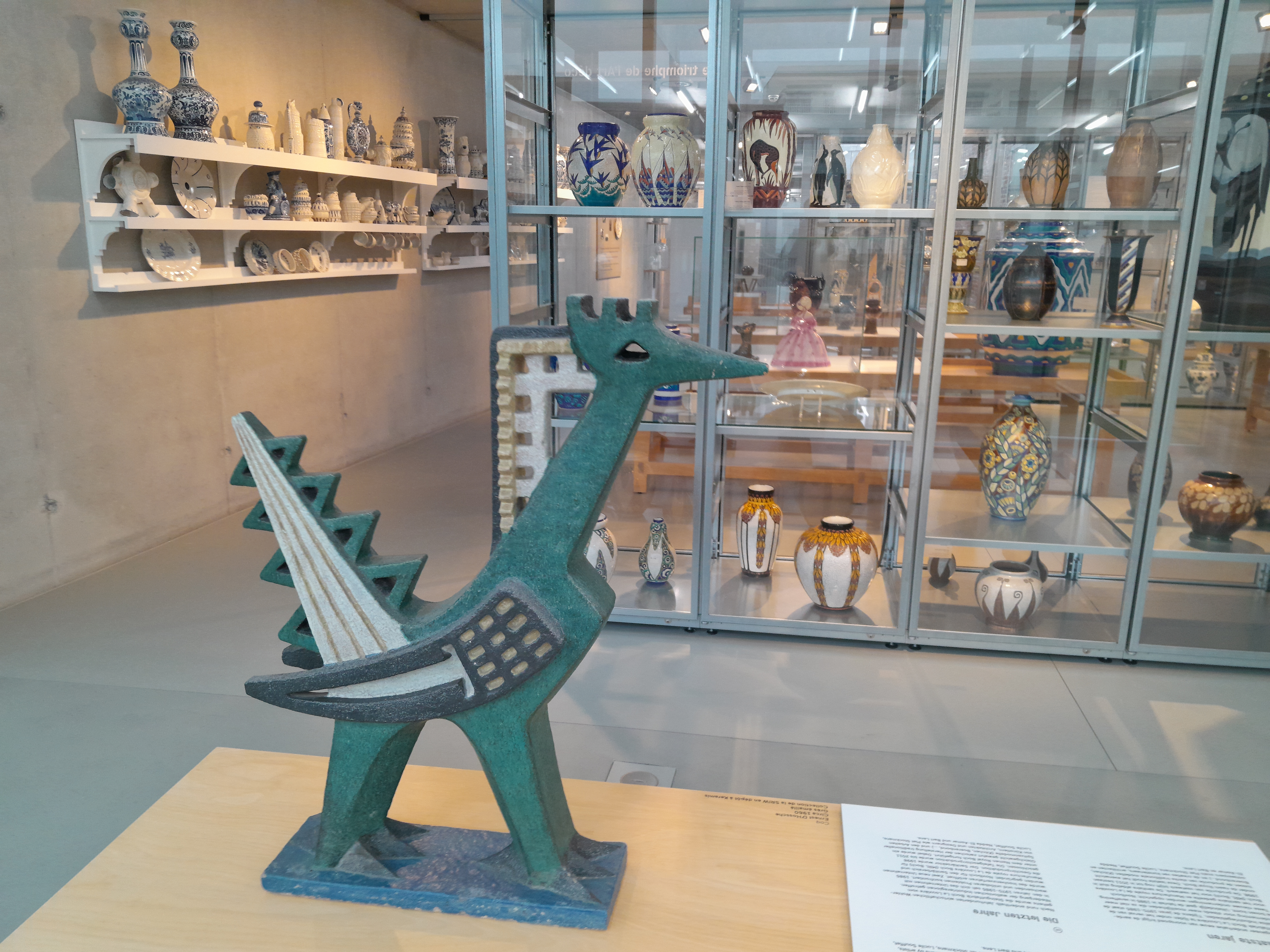
Art contemporain au musée Keramis (ancienne faïencerie Boch).

Charles Catteau est engagé fin 1906 comme dessinateur (création et peinture de décors) et devient rapidement responsable du département décoration qu'il renommera plus tard Atelier de Fantaisie en 1920. Il deviendra également titulaire du cours de peinture décorative de l'école industrielle supérieure de La Louvière. Il restera chez Boch Frères jusqu'au 8 novembre 1954. On lui doit une production importante de produits Art déco.

## Source
- ouvrage collectif, La Louvière, la manufacture Royal Boch dans Le patrimoine industriel de Wallonie, 1994,  (ISBN 2-8711-4113-4)
- Monique Verboomen, Roger Van Schoute, Anne Cahen-Delhaye, Claire Dumortier, Dictionnaire des motifs de la faïence fine imprimée en Belgique, Bruxelles, Lannoo Uitgeverij, 2006, 271 p. (ISBN 978-2-87386-468-2, lire en ligne) ( extraits sur GoogleBooks)
- (en) Marc Pairon, Art deco ceramics made in Belgium : Charles Catteau, Aartselaar, Fondation Charles Catteau, 2006, 744 p. (ISBN 978-90-810243-1-0, LCCN 2007475487)
- archives du site officiel
- Sandrine Place, « Monographie de La Louvière - ville de La Louvière » (consulté le 17 mai 2009)